# Premierzy Kolonii Natalu
Lista prmierów autonomicznego rządu Kolonii Natalu w okresie od 1893 roku do likwidacji kolonii i utworzenia Prowincji Natalu w 1910.
1. sir John Robinson (10 października 1893 - 14 lutego 1897)
2. Harry Escombe (15 lutego 1897 - 4 października 1897)
3. sir Henry Binns (5 października 1897 - 8 czerwca 1899)
4. sir Albert Henry Hime (9 czerwca 1899 - 17 sierpnia 1903)
5. George Morris Sutton (18 sierpnia 1903 - 16 maja 1905)
6. Charles John Smythe (16 maja 1905 - 28 listopada 1906)
7. Frederick Robert Moor (28 listopada 1906 - 28 kwietnia 1910)